# Mellersta Ålsjön
Mellersta Ålsjön är en sjö i Katrineholms kommun i Södermanland och ingår i Kilaåns huvudavrinningsområde. Sjöns area är 0,047 kvadratkilometer och den befinner sig 77 meter över havet.